# Чахкери
Чахкери (чечен. Шахьгири-Эвла, Шахь-Гирийн-Эвла, Чахкер-Юрт) — уничтоженное селение, располагавшееся на юго-востоке современного Грозненского района Чечни с конца XVII в. до 1860 г. Имело несколько сот дворов.

## География
Село располагалось на левом берегу Аргуна. В районе современных сёл Старые и Новые Атаги, в 2 км к юго-западу от этих населённых пунктов у входа в Аргунское ущелье.

## История

### Основание и этимология
Шахгирийн-Эвла был основано представителями тейпа Варандой. Согласно преданиям основателем является Шахгири сын родоначальника Алхан-Некъ (то есть — род Алхана) — Алхи Дикаева. Село основана в конце XVII века. Впервые в писаной истории упоминается в 1732 году в «Реестре горским владельцам», составленным комендантом крепости «Святой крест» генерал-майором Д. Ф. Еропкиным как деревня «Шихкирей». В 1753 году «селение чеченца Шахгирея» упоминается в письме кабардинского князя Девлет-Гирея Черкасского к Кизлярскому коменданту Фрауендорфу.

### Кавказская война

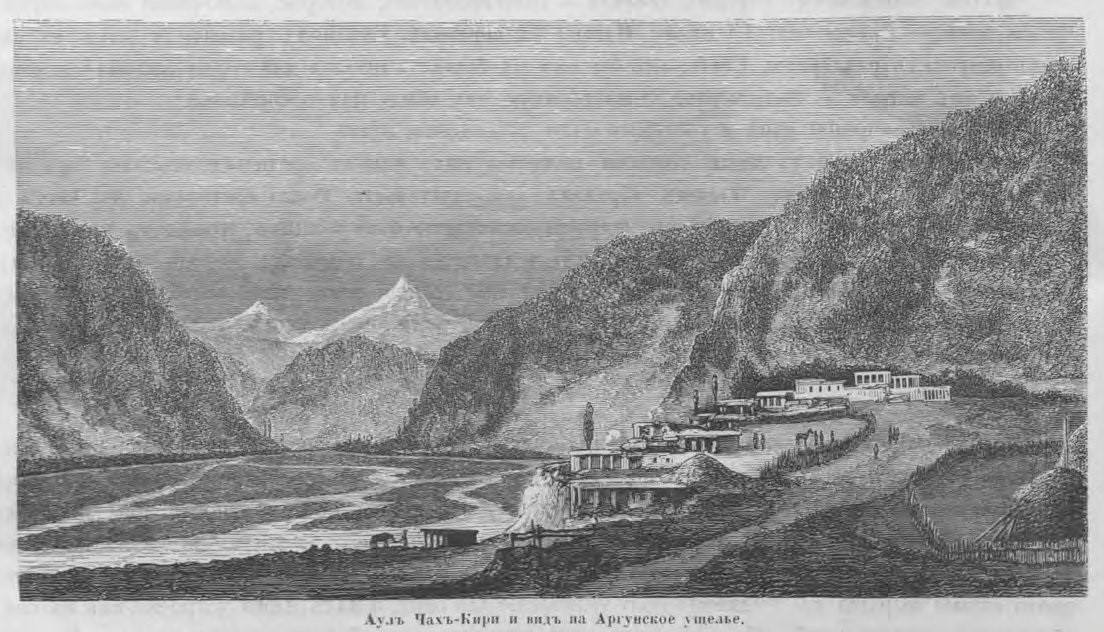
Чахъ-Кери

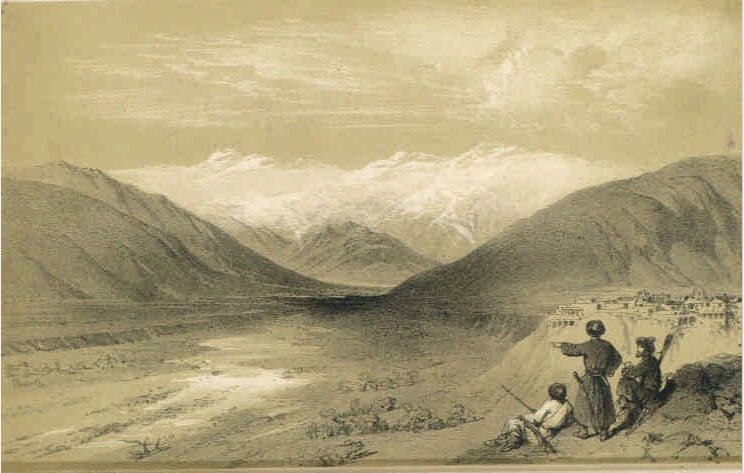
Аргунское ущелье. Рисунок И. Василенко, период создания 1855—1859 года

В 1820-х годах Чахкери считался одним из главных аулов Малой Чечни, наравне с Новыми и Старыми Атаги, Мартаном (Ачхой), Бамутом и разрушенным во время Кавказской войны Нетхой.
В 1826 году Ермолов совершил карательную экспедицию в Большую Чечню, входе которой истребил Атаги, Чахкери и Урус-Мартан.
В Чахкери находились основные силы чеченских повстанцев: именно у селения Чахкери расположил свои силы Бейбулат Таймиев.
30 января Ермолов для захвата селения Чахкери направил крупный отряд, который состоял из двух батальонов Ширванского пехотного полка, 1 рота 41 егерского полка, 500 казаков и 6 орудий.
Само селение было занято без боя и «превращено в пепел». Когда отряд Ермолова возвращался в Атаги, на него напали чеченские повстанцы.
А. П. Ермолов в своём донесении царю Николаю 1 так описывал бой в Чахкери:

«При рассвете, пользуясь густым туманом, неприятель, бывший за рекою Аргуном, атаковал наши войска. Быстро мимо стрелков пронеслась его конница и столкнулась с казаками, но они приняли ее в сабли и пики и немедленно обратили в бегство. Вскоре потом, большие толпы пехоты сделали нападение, но встречены картечным огнем. Неприятель, усилясь, сделал третью упорнейшую атаку, картечь, батальный огонь пехоты и спешившие казаки довершили дело»— Ермолов
В предписании начальнику Кавказской линии Ермолов дополнил картину этого боя: «Артиллерия не иначе уже действовала как картечью, и никогда не далее 50 шагов, так что оною были отрываемы члены и растерзаны тела. Чеченцы бросались, чтобы унести тела, и новые толпы подвергались новому истреблению». «Кровопролитие было ужасное, — писал об этом бое П. П. Зубов. — Все офицеры наши, находившиеся в стрелках, лично участвовали в рукопашном бое, завязавшемся на всей линии…». «Кровавые жертвы не останавливали чахкеринцев, однако же, находившихся в религиозном экстазе; они прорвались за цепь, и батальонам пришлось вступить в штыковую схватку, — отмечал В. А. Потто. — Сами чеченцы говорили потом, что не помнят такой ожесточенной свалки». «Обе стороны дрались с одинаковой храбростью», но исход боя решили преимущества регулярной армии и артиллерия.
Э. В. Бриммер, участвовавший и в бою под Чахкери, писал, что здесь было ранено свыше 300 российских солдат и офицеров и несколько десятков царских солдат было убито. После поражения под Чахкери чеченские повстанческие силы рассеялись и Ермолов со своим отрядом вернулся в Грозный, чтобы дать отдых войскам. 5 февраля он вновь отправился с экспедицией в Чечню. Он переправился через Аргун у селения Большой Чечен и направился к чеченским селениям Шали и Герменчук. От этих селений к Ермолову явились чеченские старшины с выражением покорности. Получив заложников, «проконсул» не стал уничтожать покорные Шали и Герменчук, он вновь перешел реку Аргун и двинулся в Малую Чечню.
В 1844 году отрядом генерал-лейтенанта Гурко на месте аула Чахкери было заложено Российское укрепление «Воздвиженское».